# Фрязино (городской округ)
Фря́зино — административно-территориальная единица (город областного подчинения с административной территорией), в границах которой создано муниципальное образование городско́й о́круг Фря́зино в центре Московской области России, к северо-востоку от Москвы.

## География
Городской округ Фрязино со всех сторон окружён территорией городского округа Щёлково.

## Население
| 2008    | 2009    | 2010    | 2011    | 2012    | 2013    | 2014    |
| ------- | ------- | ------- | ------- | ------- | ------- | ------- |
| 53 005  | →53 005 | ↗55 381 | ↗56 375 | →56 375 | ↗57 265 | ↗58 187 |
| 2015    | 2016    | 2017    | 2018    | 2019    | 2020    | 2021    |
| ↗58 946 | ↗59 798 | ↗60 412 | ↗60 441 | ↘59 991 | ↘59 538 | ↗60 597 |
| 2023    | 2024    |         |         |         |         |         |
| ↘59 622 | ↘58 677 |         |         |         |         |         |

### Национальный состав
По итогам переписи населения 2020 года проживали следующие национальности (национальности менее 0,1 % и другое, см. в сноске к строке «Другие»):
| Национальность | Численность, чел. | Доля     |
| -------------- | ----------------- | -------- |
| Русские        | 49 772            | 82,14 %  |
| Армяне         | 522               | 0,86 %   |
| Украинцы       | 408               | 0,67 %   |
| Таджики        | 227               | 0,37 %   |
| Татары         | 221               | 0,36 %   |
| Узбеки         | 119               | 0,20 %   |
| Белорусы       | 117               | 0,19 %   |
| Азербайджанцы  | 101               | 0,17 %   |
| Молдаване      | 87                | 0,14 %   |
| Евреи          | 80                | 0,13 %   |
| Мордва         | 62                | 0,10 %   |
| Другие         | 8881              | 14,67 %  |
| Итого          | 60 597            | 100,00 % |

## Состав городского округа
| № | Населённый пункт | Тип населённого пункта        | Население |
| - | ---------------- | ----------------------------- | --------- |
| 1 | Фрязино          | город, административный центр | ↘58 661   |
| 2 | Чижово           | деревня                       | →16       |

## Местное самоуправление
Органами местного самоуправления городского округа Фрязино являются:
- Совет депутатов города Фрязино — выборный представительный орган местного самоуправления. В его состав входят 20 депутатов, избираемых сроком на 5 лет[24].
- Глава городского округа (глава города Фрязино) — человек, который избирается Советом депутатов городского округа Фрязино сроком на пять лет[25]. Входит в состав Совета депутатов с правом решающего голоса, исполняет полномочия председателя Совета депутатов[26].
- Администрация города Фрязино — исполнительно-распорядительный орган местного самоуправления. Руководитель администрации назначается по контракту[27].
- Контрольно-счётная палата города Фрязино — контрольный орган городского округа. Назначается Советом депутатов сроком на 5 лет[28].
- Совет директоров НПК — орган местного самоуправления городского округа по вопросам развития научно-производственного комплекса города Фрязино[29].

24 декабря 2020 года Главой городского округа Фрязино избран Воробьев Дмитрий Ричардович.